# Phidippus californicus
Phidippus californicus este un păianjen săritor din sud-vestul Statelor Unite și nordul Mexicului. 

## Descriere
Femela ajunge până la 12 mm în lungime, masculii 7 - 11 mm. Ambele sexe au chelicere albastru-verzui, prosoma și picioarele negre, opistosoma roșie cu o dungă mediană roșie. Între zona neagră și roșie pe partea posterioară a opistosomii există două pete albe mici. Rareori roșul poate fi înlocuit cu portocaliul, iar la cei mai bătrâni cu galben. Juvenili au prosoma maro și picioarele gri, iar opistosoma cu marcaje pe partea posterioară. Marcajele reprezintă o pereche de dungi negre, fiecare având două puncte albe.

Această specie de păianjen emite viespele din familia Mutillidae, în special gen. Dasymutilla Arhivat în 28 decembrie 2008, la Wayback Machine..

## Modul de viață
Acest păianjen se mișcă asemenea furnicilor cu opriri și porniri burște. El contruiește un tub ușor aplatisat din mătase alipit de ramuri sau frunze.

În timpul vânătorii, acest păianjen urmărește prada și când se apropie de ea la o distanță de 5 cm se oprește. Apoi, lent, pas cu pas, se apropie tot mai mult de victimă. La distanța de cca 1,5 cm se ghemuiește, își încordează picioarele, fixează firul de siguranță de substrat și sare asupra ei. Când atacă o prada mai mare, aceasta poate lua un curs de curbă, cu scopul de a sări pe ea din spate. Juvenilii au nevoie de jumătate de oră pentru a digera o Drosophila melanogaster, pe când adulții aproximativ 9 minute. Iar musca este consumată o oră chiar și de adulți.

## Reproducere
Masculii adulți pot fi găsiți de la începutul lunii aprilie până în iulie, femelele de la începutul lunii mai până în iulie. Împerecherea începe cu un dans. Masculul își ridică prosoma srijinându-se pe opistosomă. Apoi întinde prima pereche de picioare în sus. În această poziție el se mișcă în zigzag spre femelă cu câteva opriri. În acest timp, pedipalpii sunt ridicați și coborâți simultan. Ajuns la femelă, el o atinge cu prudență cu pedipalpii de două trei ori. Dacă femela rămâne pe loc, el se suie pe spatele ei o întoarce și cu pedipalpii introduce sperma în orificiul ei genital. Femelele Phidippus californicus sunt neobișnuite prin faptul că efectuează un dans de acceptare înainte de a o atinge masculul.

Femela depune ouă de 2 - 3 ori succesiv, de fiecare dată cu un număr mai redus de ouă. Puii se eclozează după aproximativ trei săptămâni. Ei rămân în cuib timp de două săptămâni, de regulă până la prima năpârlire.

## Răspândire
Acest păianjen locuiește în deșertul din Marele Bazin, poate fi găsit în tufărișurile de Artemisia tridentata, Chrysothamnus și Atriplex canescens. El preferă zonele pietroase și aride, se pare ca evită coniferele și locurile umede. El locuiește în aceleași biotopuri cu Phidippus apacheanus și Phidippu octopunctatus. 